# Vụ kiện lấy lại bằng tiến sĩ tại Việt Nam
Vụ kiện lấy lại bằng tiến sĩ tại Việt Nam hay Vụ kiện Bộ trưởng Bộ Giáo dục và Đào tạo để lấy lại bằng Tiến sĩ là vụ ông Hoàng Xuân Quế, nguyên Phó viện trưởng Viện Tài chính Ngân hàng thuộc Đại học Kinh tế Quốc dân, khởi kiện hành chính một quyết định của cựu Bộ trưởng Bộ Giáo dục và Đào tạo Phạm Vũ Luận về việc hủy bỏ học vị Tiến sĩ của ông Quế với lý do "đạo văn" trong Luận án bảo vệ vào năm 2003. Đây là lần đầu tiên một cán bộ trong ngành giáo dục kiện Bộ trưởng của ngành tại Việt Nam.

## Sự việc
Năm 2013, ông Hoàng Xuân Quế, tác giả của luận án tiến sĩ đề tài Giải pháp hoàn thiện các công cụ chủ yếu của chính sách tiền tệ ở Việt Nam bị tố cáo đã "đạo văn" tới 30% so với luận án tiến sĩ của Tiến sĩ Mai Thanh Quế, Học viện Ngân hàng với đề tài Các giải pháp hoàn thiện cung ứng và kiểm soát khối lượng tiền lưu thông của Ngân hàng Nhà nước Việt Nam trong nền kinh tế thị trường.
Người tố cáo ông Quế là Giáo sư Nguyễn Văn Nam, cựu Bí thư Đảng uỷ kiêm Hiệu trưởng trường Đại học Kinh tế Quốc dân Hà Nội từ 2008-2013. Ông Nam đồng thời cũng là chủ tịch của 3 hội đồng chấm luận án của ông Hoàng Xuân Quế trước đây (bao gồm Hội đồng chấm chuyên đề luận án, Hội đồng chấm luận án cấp cơ sở và Hội đồng chấm luận án cấp nhà nước).
Theo ông Hoàng Xuân Quế giải trình, luận án tiến sĩ mang tên ông đang lưu giữ tại Thư viện Quốc gia Việt Nam không phải là bản mà ông đã đưa ra để bảo vệ chính thức tại Hội đồng chấm luận án tiến sĩ cấp Nhà nước vào ngày 26 tháng 3 năm 2003. Ông Quế nghi ngờ có việc đánh tráo hoặc nhầm lẫn. Ông cho rằng bản lưu giữ tại Thư viện không có tính pháp lý để dùng làm cơ sở xác định nội dung sao chép. Bản này không có chữ ký của ông tại phần "lời cam đoan".

## Diễn biến
Ngày 17 tháng 7 năm 2013, Hội đồng xác minh luận án tiến sĩ của ông Hoàng Xuân Quế gồm 7 thành viên đều khẳng định luận án của ông có sao chép một phần từ luận án của ông Mai Thanh Quế. Tổ thanh tra kiến nghị thu hồi bằng tiến sĩ và quyết định công nhận phó giáo sư của ông Xuân Quế. Đồng thời thanh tra giáo dục cũng đề nghị Hiệu trưởng Đại học Kinh tế quốc dân xem xét, xử lý vi phạm liên quan.
Ngày 19 tháng 09 năm 2013, Chánh thanh tra Bộ Giáo dục và Đào tạo Nguyễn Huy Bằng ký Quyết định số 133/QĐ – TTr về việc xác minh nội dung tố cáo theo đơn yêu cầu của ông Quế. Ngày 02 tháng 10 năm 2013, ông Hoàng Xuân Quế được mời lên gặp để nghe thông báo dự thảo kết luận xác minh. Cuộc họp có cả đại diện Trường Đại học Kinh tế Quốc dân. Ông Hoàng Xuân Quế đã phủ nhận gần như toàn bộ dự thảo kết luận và cho rằng một số nội dung sai sự thật, suy diễn. Theo ông Quế, đại diện tổ xác minh cũng không trả lời được các câu hỏi mà ông Quế đưa ra mà chủ yếu là vòng vo và nói rằng, đây mới chỉ là dự thảo.
Ngày 03 tháng 10 năm 2013, ông Hoàng Xuân Quế nộp đơn phản đối dự thảo kết luận xác minh và đề nghị cần xác minh tiếp để tìm ra sự thật. Ông đã trực tiếp gửi đơn cho ông Bùi Văn Ga Thứ trưởng cùng ông Nguyễn Huy Bằng, Chánh thanh tra và bà Nguyễn Thị Kim Phụng, Phó vụ trưởng Vụ Giáo dục Đại học. Ông Bằng và bà Phụng nói rằng sẽ báo cáo bộ trưởng về việc này trong ngày 04 tháng 10 năm 2013. Tuy nhiên, 10 giờ đêm ngày 04 tháng 10, trên trang điện tử của Bộ Giáo dục và Đào tạo đã đăng tải ngay kết luận 1254/KL-BGDDT do Thứ trưởng Bùi Văn Ga ký. Ngày 05 tháng 10 năm 2013, Văn phòng Bộ Giáo dục và Đào tạo đã gửi bưu điện cho ông Hoàng Xuân Quế kết luận 1254/KL-BGDDT.
Ngày 11 tháng 10 năm 2013, Bộ trưởng Phạm Vũ Luận ra quyết định thu hồi bằng tiến sĩ của ông Xuân Quế theo quyết định 4674/QĐ-BGDDT thu hồi bằng tiến sĩ đối với ông Hoàng Xuân Quế theo đề nghị của ông Bùi Anh Tuấn, Vụ trưởng Vụ Giáo dục Đại học.
Bộ Giáo dục và Đào tạo cho biết, họ đã phối hợp với Cục An ninh chính trị nội bộ (A83), Viện Khoa học Kỹ thuật hình sự, Bộ Công an để xác minh và giám định. Kết luận tố cáo số 1254/KL-BGDĐT ngày 4 tháng 10 năm 2013 đối với ông Hoàng Xuân Quế cũng đã được Bộ trưởng Bộ Giáo dục và Đào tạo ký gửi báo cáo Thủ tướng Chính phủ, Ủy ban Văn hóa, Giáo dục Thanh niên, Thiếu niên và Nhi đồng của Quốc hội và Thanh tra Chính phủ.

## Phiên tòa
Từ ngày 7 tháng 10 đến 10 tháng 10 năm 2016, Tòa án nhân dân thành phố Hà Nội mở phiên toà hành chính phân xử việc ông Hoàng Xuân Quế khởi kiện cựu Bộ trưởng Phạm Vũ Luận do ra quyết định thu hồi bằng tiến sĩ của ông. Tại phiên tòa, đại diện Viện kiểm sát nhân dân thành phố Hà Nội giữ quyền công tố tại phiên tòa đã đề nghị hủy quyết định số 4674 thu hồi bằng Tiến sĩ của ông Hoàng Xuân Quế.
Chiều ngày 10 tháng 10, toà nghỉ để nghị án kéo dài, ra thông báo đến ngày 17 tháng 10 sẽ ra phán quyết về vụ kiện.
Tuy nhiên, đến ngày 17 tháng 10, Tòa án cho rằng còn một số nội dung cần phải làm rõ nên Hội đồng xét xử đã quay lại phần xét hỏi. Cho đến phiên xử vào buổi chiều, phiên tòa tạm nghỉ vì tòa cho rằng, còn một số nội dung chưa thể xác minh, làm rõ tại tòa. Tòa án cũng chưa ấn định ngày mở lại phiên tòa. Theo quy định của pháp luật Việt Nam, phiên tòa có thể tạm nghỉ tối đa không quá 1 tháng.

## Ý kiến người trong cuộc
Trao đổi với phóng viên vào ngày 9.10.2013, ông Phạm Ngọc Phương, Chánh văn phòng Bộ Giáo dục và Đào tạo cho biết: "Việc thanh tra, xác minh sai phạm của ông Quế đã được tiến hành rất chặt chẽ, nghiêm túc, bản thân ông Quế cũng đã được trình bày ý kiến và nêu rõ thực chất sự việc. Cho nên, mặc dù ông Quế có đơn kiến nghị khẩn cấp đòi xem lại kết luận sự việc là không có cơ sở. Hiện các cơ quan của Bộ vẫn đang triển khai các nội dung theo kết luận của Bộ trưởng".
Trả lời với báo chí, ông Hoàng Xuân Quế nói ông "tin vào sự minh bạch của Bộ Giáo dục nên gửi đơn khiếu nại kết luận của bộ trưởng. Nhưng khi nhận được thông tin này, tôi không tin vào Bộ nữa và quyết định rút đơn khiếu nại, khởi kiện Bộ trưởng Phạm Vũ Luận ra toà"
Thanh tra của Bộ Giáo dục và Đào tạo cho rằng, theo quy định, nghiên cứu sinh phải nộp bản chính tại Thư viện Quốc gia, lấy biên nhận gửi Bộ để làm thủ tục cấp bằng tiến sĩ. Cả ba chương trong cuốn luận án tiến sĩ của ông Hoàng Xuân Quế có nhiều câu, nhiều đoạn, nhiều trang sao chép y nguyên của Tiến sĩ Thanh Quế, nhiều nhất ở chương 3. Nếu bỏ đi phần sao chép này, luận án không đủ chất lượng để bảo vệ.

## Ý kiến dư luận
Tiến sĩ Dương Thu Hương, cựu Phó thống đốc Ngân hàng Nhà nước Việt Nam, Phó chủ nhiệm Uỷ ban Kinh tế Ngân sách của Quốc hội, người được Bộ Giáo dục mời phản biện kín luận án tiến sĩ Hoàng Xuân Quế đã ý kiến trong một văn thư gửi ông Phạm Vũ Luận: "Thông tin cho rằng luận án tiến sĩ của ông Hoàng Xuân Quế trùng lặp nguyên văn với một số phần luận án tiến sỹ của Mai Thanh Quế là không có cơ sở"... "Khi đọc kỹ bản luận án của anh Hoàng Xuân Quế để phản biện, tôi không thấy có sự trùng lặp, sao chép giữa hai bản luận án vì đề tài của hai luận án đi hai hướng khác nhau của chính sách tiền tệ"
Theo Phó Giáo sư Tiến sĩ Lê Văn Hưng nguyên Vụ trưởng Bộ Tài chính, người hướng dẫn 1 của nghiên cứu sinh Hoàng Xuân Quế: "Làm sao lại có thể có chuyện luận án đã bảo vệ, 10 năm sau ông chủ tịch hội đồng đi kiện học trò? Tôi không tin là như vậy"... "Tôi, với tư cách là nhà khoa học, là giáo viên hướng dẫn 1 và PGS.TS Nguyễn Hữu Tài (nguyên Trưởng khoa Ngân hàng – Tài chính) hướng dẫn 2 của NCS Hoàng Xuân Quế, chúng tôi kịch liệt phản đối kết luận này của Bộ Giáo dục và Đào tạo. Chúng tôi sẽ có ý kiến chính thức bằng văn bản với Bộ trưởng Phạm Vũ Luận về việc này."
Về khía cạnh luật pháp, luật sư Trương Thanh Đức, Giám đốc Công ty Luật ANVI , Chủ nhiệm Câu lạc bộ Pháp chế ngân hàng - VNBA, Trọng tài viên VIAC cho rằng: "Tôi thấy ông Quế khiếu nại là đúng. Vì theo quy định của Điều 7 Luật Thanh tra năm 2010, nguyên tắc của hoạt động thanh tra là: "tuân theo pháp luật, đảm bảo chính xác, khách quan, trung thực, công khai, dân chủ...". Tuy nhiên, theo như những thông tin trên các báo, quá trình thanh tra, Thanh tra Bộ Giáo dục và Đào tạo đã không xem xét xác đáng những tài liệu, chứng cứ mà ông Quế cung cấp. Vì vậy, hoạt động của Thanh tra Bộ đã không đảm bảo được nguyên tắc cơ bản này.